# Anommatoptera ochracea
Anommatoptera ochracea är en insektsart som först beskrevs av Henri Saussure och Francois Jules Pictet de la Rive 1898.  Anommatoptera ochracea ingår i släktet Anommatoptera och familjen vårtbitare. Inga underarter finns listade i Catalogue of Life.